# Lebruniodendron leptanthum
Genre
Espèce
Classification phylogénétique
Synonymes
- Cynometra leptantha Harms[2]

Lebruniodendron leptanthum est une espèce de plantes à fleurs dicotylédones de la famille des Fabaceae, sous-famille des Mimosoideae, originaire d'Afrique équatoriale. C'est l'unique espèce acceptée du genre Lemurodendron (genre monotypique).